# 기계로
기계로(Gigye-ro)는 대한민국의 경상북도 포항시 북구 기계면 중심부를 연결하는 도로이다.

## 노선 경로
- 삼거리 명칭 미상
  - 국도 제31호선 (새마을로)
- 교량 명칭 미상
  - 익산포항고속도로
- 교량 명칭 미상
- 삼거리 명칭 미상
  - 국도 제31호선 (새마을로)